# 神奈川県道・東京都道140号川崎町田線

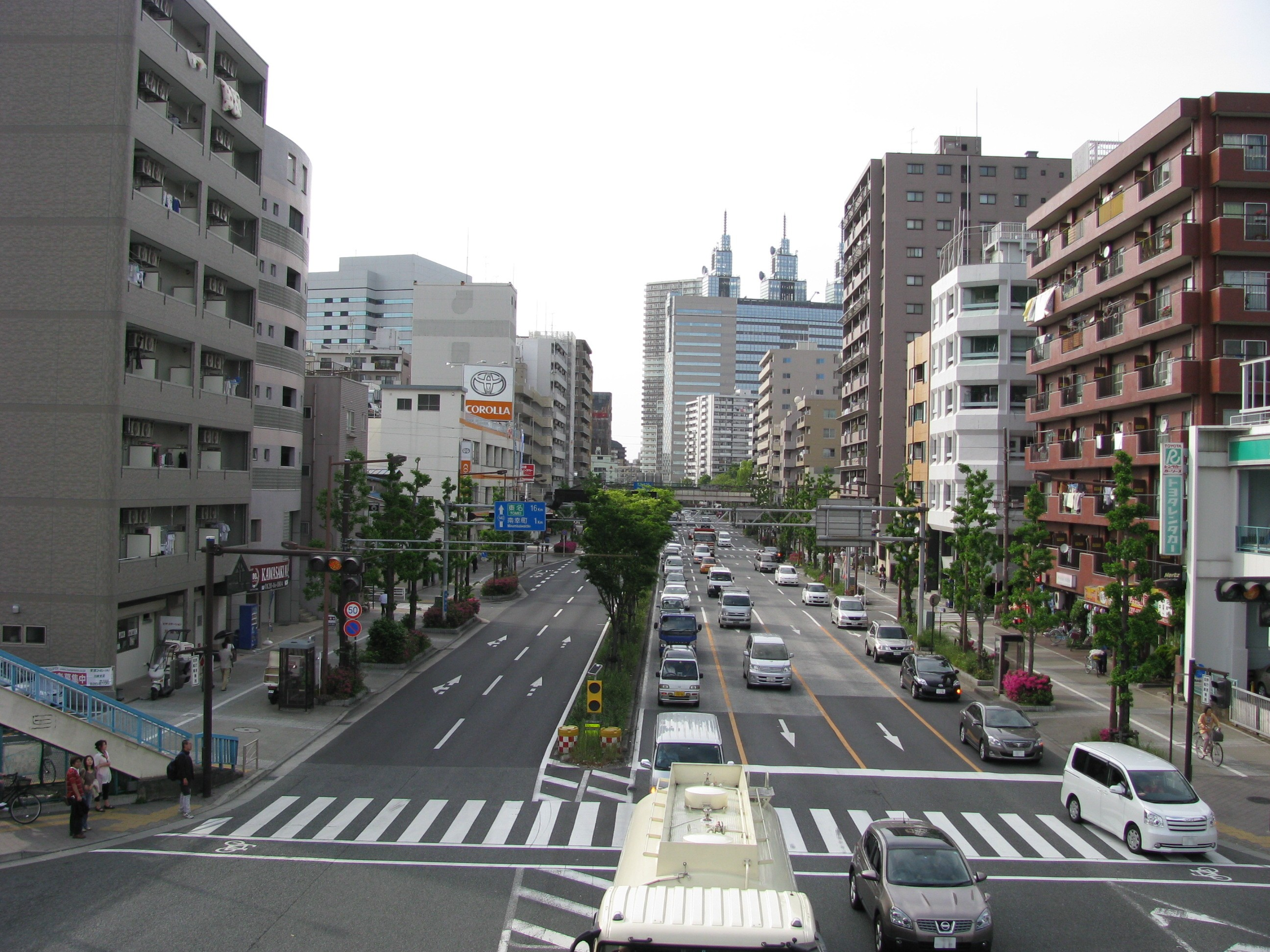
川崎市川崎区付近（2010年5月）

神奈川県道・東京都道140号川崎町田線（かながわけんどう・とうきょうとどう140ごう かわさきまちだせん）は、神奈川県川崎市川崎区から東京都町田市に至る県道および都道である。

## 概要
- 実延長：25,214 メートル（2016年4月1日現在）
  - 神奈川県：21,718 メートル（川崎市：1,705 メートル[1]・横浜市：20,013 メートル[2]）
  - 東京都：3,496 メートル[3]
- 総面積：373,121 平方メートル
  - 神奈川県：330,695 平方メートル（川崎市：42,272 平方メートル、横浜市：288,423 平方メートル）
  - 東京都：42,426 平方メートル
- 起点：神奈川県川崎市川崎区南町（元木交差点）
- 終点：東京都町田市原町田二丁目
- 都市計画路線名：川崎3・2・5 / 川崎3・3・9 / 横浜3・3・26 / 町田3・4・6 / 町田3・3・7
- 都道認定要件：主要地と主要地とを連絡する道路
- Google マップ

## 路線状況

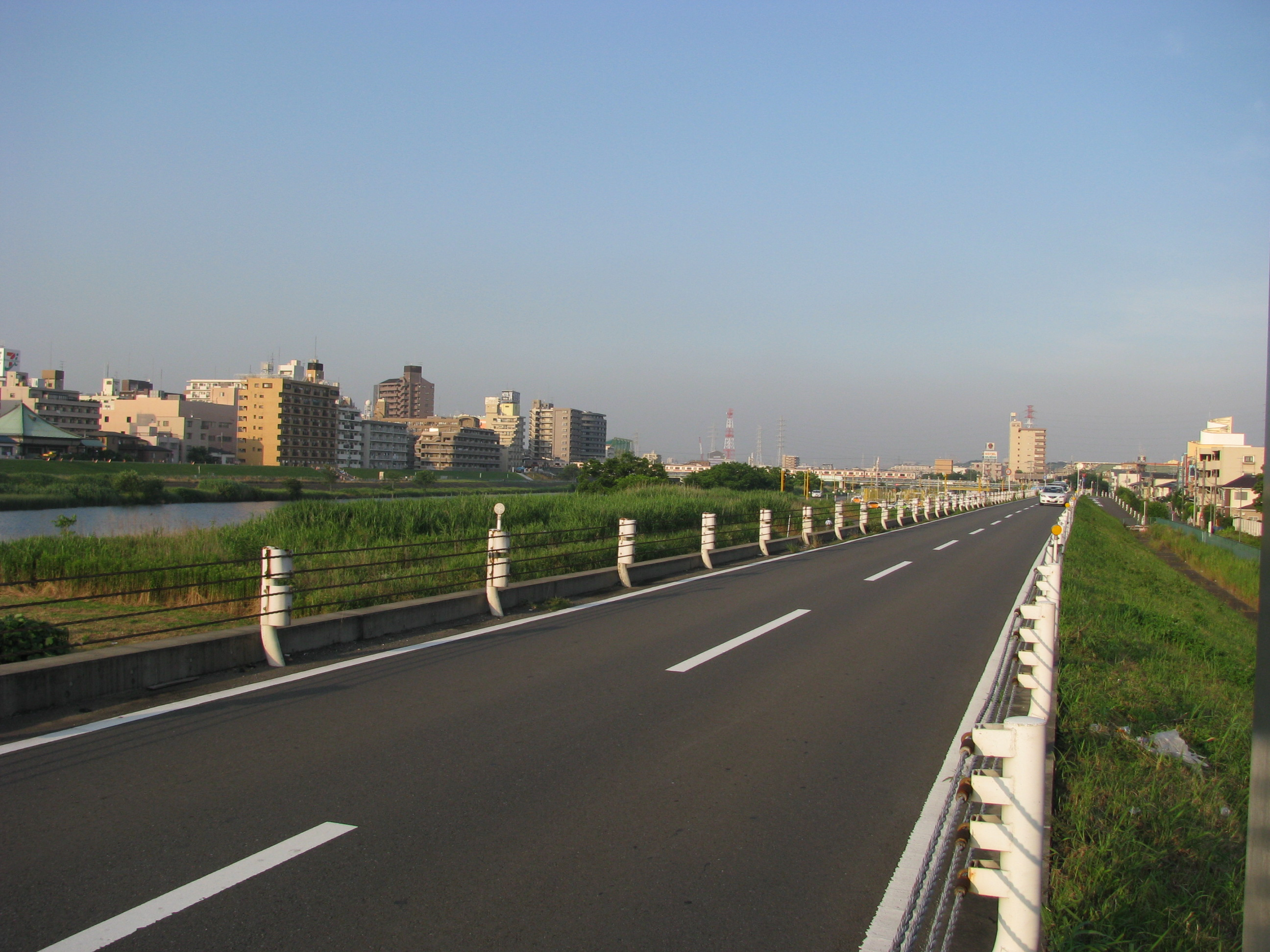
横浜市港北区付近（2010年6月）

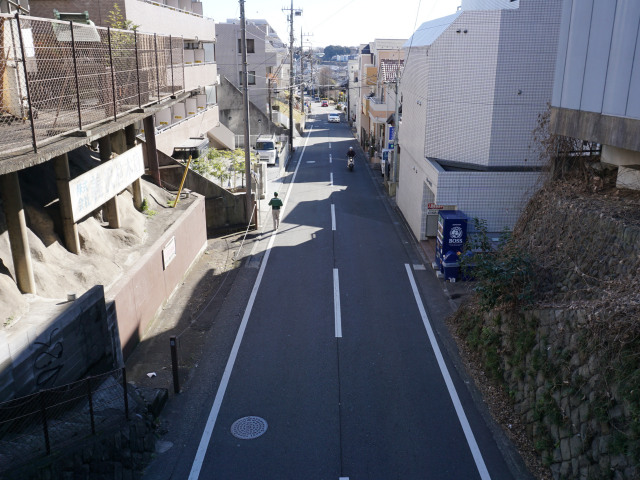
町田市原町田付近（2017年1月）

### 通称
- 市電通り（神奈川県川崎市川崎区・元木交差点 - 川崎市幸区・南幸町交差点）
- 西口通り（川崎市幸区・南幸町交差点 - 尻手交差点）
- 尻手黒川道路（川崎市幸区・尻手交差点 - 末吉橋交差点）
- 港北産業道路（横浜市港北区・新羽橋東側交差点 - 横浜市港北区 / 都筑区境）
- 緑産業道路（横浜市港北区 / 都筑区境 - 横浜市都筑区・岩崎橋交差点）
- こどもの国通り（横浜市都筑区・貝の坂交差点 - 横浜市青葉区・中恩田橋交差点）
- 成瀬街道（横浜市青葉区 / 東京都町田市境 - 原町田）

### 重複区間
- 神奈川県道14号鶴見溝ノ口線（神奈川県川崎市幸区・末吉橋交差点 - 横浜市鶴見区・上末吉交差点）
- 神奈川県道2号東京丸子横浜線 / 綱島街道（横浜市港北区・樽町交差点 - 横浜市港北区・大綱橋交差点）
- 神奈川県道12号横浜上麻生線 / 横浜上麻生通り（横浜市都筑区・池辺町交差点 - 横浜市都筑区・貝の坂交差点）
- 神奈川県道139号真光寺長津田線 / こどもの国通り（横浜市青葉区・田奈小学校入口交差点 - 横浜市青葉区・中恩田橋交差点）

### 道路施設

#### 橋梁
- 末吉橋（鶴見川）
- 新羽橋（鶴見川）
- 新大熊橋（大熊川）
- 千代橋（鶴見川）
- 中恩田橋（奈良川）
- 奈良谷戸橋（奈良谷戸川）
- 高瀬橋（恩田川）

### 狭隘区間
- 横浜市港北区・大綱橋交差点 - 大倉山6丁目間と都筑区・岩崎橋交差点 - 池辺町交差点間と原町田2丁目付近に、狭隘区間がある。

## 地理

### 通過する自治体
- 神奈川県
  - 川崎市（川崎区 - 幸区）
  - 横浜市（鶴見区 - 港北区 - 都筑区 - 緑区 - 青葉区）
- 東京都
  - 町田市